# Russula fragilis
Russula fragilis é um fungo que pertence ao gênero de cogumelos Russula na ordem Russulales. A espécie foi descrita inicialmente pelo micologista Christian Hendrik Persoon em 1801 como Agaricus fragilis, e depois movida para os Russula por Elias Magnus Fries em 1838.